# Stone (film)
A Stone 2010-ben bemutatott amerikai dráma-thriller, melyet John Curran rendezett. A főszerepben Robert De Niro, Edward Norton és Milla Jovovich látható. A filmet az Amerikai Egyesült Államokban 2010. október 8-án mutatták be, Magyarországon DVD-n adták ki szinkronizálva.
A forgatást nagy részét a michigani Washtenaw megyében végezték. Ez volt az utolsó film, amelyet az Overture Films adott ki.

## Cselekmény
Egy fiatal anya, Madylyn Mabry lefekteti kislányát, miközben férje, Jack golfot néz a tévében. Miután a gyerek elaludt, lemegy a földszintre, és bejelenti, hogy elhagyja a férfit. A férfi felszalad a hálószobába, és az ablakon át kitartja a lányukat, és azzal fenyegetőzik, hogy elejti, ha Madylyn elhagyja.
Évekkel később Jack és Madylyn Mabry hazatérnek a templomból egy csendes délutánra. A férfi tévét néz és iszik. Késő este egy hívás ébreszti fel őket. Jack felveszi a telefont, és egy női hangot hall. 
Jack egy börtönben jelentkezik munkára, ahol felügyelőtisztként az a feladata, hogy a feltételes szabadlábra helyezést kérelmezőkkel foglalkozzon, és javaslatot tegyen az ügyükben. Behívják az igazgató irodájába. Szóba kerül a közelgő nyugdíjazása. Jack kéri, hogy távozásáig megtarthassa a folyamatban lévő ügyeket, amikkel elkezdett foglalkozni, hogy a felülvizsgálatig végigkísérhesse őket.
Jacknek új „ügye” van az irodájában, Gerald Creeson. A rab ragaszkodik ahhoz, hogy az ő neve „Stone”. Stone megkérdezi Jacket, tud-e segíteni neki abban, hogy korábban szabaduljon. Stone megpróbál beszélgetni egymás feleségéről. Jack elmagyarázza, hogy nem akar a feleségéről beszélni, és hogy azért vannak ott, hogy az ügyéről beszéljenek. Stone később felhívja a feleségét, Lucettát a börtönből.
Stone és Jack még több megbeszélést tartanak. Stone elmondja, hogy ő megérdemli a szabadságot. Aznap este Lucetta üzenetet hagy Jack és Madylyn üzenetrögzítőjén. Másnap megjelenik a börtönben, hogy találkozzon Jackkel. Lucetta újra felhívja Jacket, és találkoznak ebédre. Lucetta otthonában kötnek ki. Néhány ital után Jack lefekszik Lucettával. 
A börtönben két őr Stone-t a gyengélkedőre kíséri. Miközben arra vár, hogy valaki fogadhassa, szemtanúja lesz, ahogy egy másik rabot brutálisan meggyilkolnak.
Jack többször is felkeresi Lucettát szex céljából. Jack azt mondja neki, hogy senki sem tudhat a kapcsolatukról. Egy nap elmondja Stone-nak, hogy elküldte a jelentését, amelyben a korai elbocsátását javasolja. Másnap reggel Jack elkéri az igazgatótól a Stone-re vonatkozó jelentését. Az igazgató közli vele, hogy Stone feltételes szabadlábra helyezési meghallgatása egy óra múlva lesz, és addig már nem lehet változtatni a javaslaton. Jack nem marad ott a meghallgatásra.
Stone-t tájékoztatják, hogy szabadlábra helyezik. Stone elmondja Jacknek, hogy tud a közte és Lucetta közötti kapcsolatról. Aznap este Jack paranoiásan hazamegy, és arra ébred, hogy tűz van a házában. Jack felesége egy hibás elektromos vezetéket okol, de Jack szilárdan meg van győződve arról, hogy Stone bosszúból tette ezt.
Később Madylyn, a lánya és az unokája fényképalbumokat nézeget. Jack most már nyugdíjas, és próbálja meghatározni a jövőjét.

## Szereplők
| Szerep                  | Színész        | Magyar hang    |
| ----------------------- | -------------- | -------------- |
| Jack Mabry              | Robert De Niro | Reviczky Gábor |
| Gerald "Stone" Creeson  | Edward Norton  | Kaszás Gergő   |
| Lucetta, Stone felesége | Milla Jovovich | Kéri Kitty     |
| Madylyn, Jack felesége  | Frances Conroy | Andai Györgyi  |

- Enver Gjokaj és Pepper Binkley Jack, illetve Madylyn Mabry fiatalabb alakjaiként jelennek meg.

## Fogadtatás
A Stone általánosságban vegyes értékeléseket kapott a kritikusoktól. A Rotten Tomatoes oldalán 50%-os minősítést ért el 102 értékelőtől, az átlag pontszáma 5,7/10. A Metacritic-on az átlagos értékelése 58/100 volt 27 értékelés alapján.
A film anyagilag bukás volt, 10 300 416 dolláros bevételt ért el, ami a gyártási költségvetésnek nagyjából a fele.

## Fordítás
- Ez a szócikk részben vagy egészben  a   Stone (2010 film) című angol Wikipédia-szócikk fordításán alapul.  Az eredeti cikk szerkesztőit annak laptörténete sorolja fel. Ez a jelzés csupán a megfogalmazás eredetét és a szerzői jogokat jelzi, nem szolgál a cikkben szereplő információk forrásmegjelöléseként.
- Ez a szócikk részben vagy egészben  a   Stone (2010) című német Wikipédia-szócikk fordításán alapul.  Az eredeti cikk szerkesztőit annak laptörténete sorolja fel. Ez a jelzés csupán a megfogalmazás eredetét és a szerzői jogokat jelzi, nem szolgál a cikkben szereplő információk forrásmegjelöléseként.